# عليق زعروري الأوراق
عوسج زُعْرُرِيّ الأوراق أو عُلَّيق زُعروري الأوراق أو عوسج كوري أو عُلَّيق كوريّ هو نوع من توت العليق موطنه شرق آسيا.

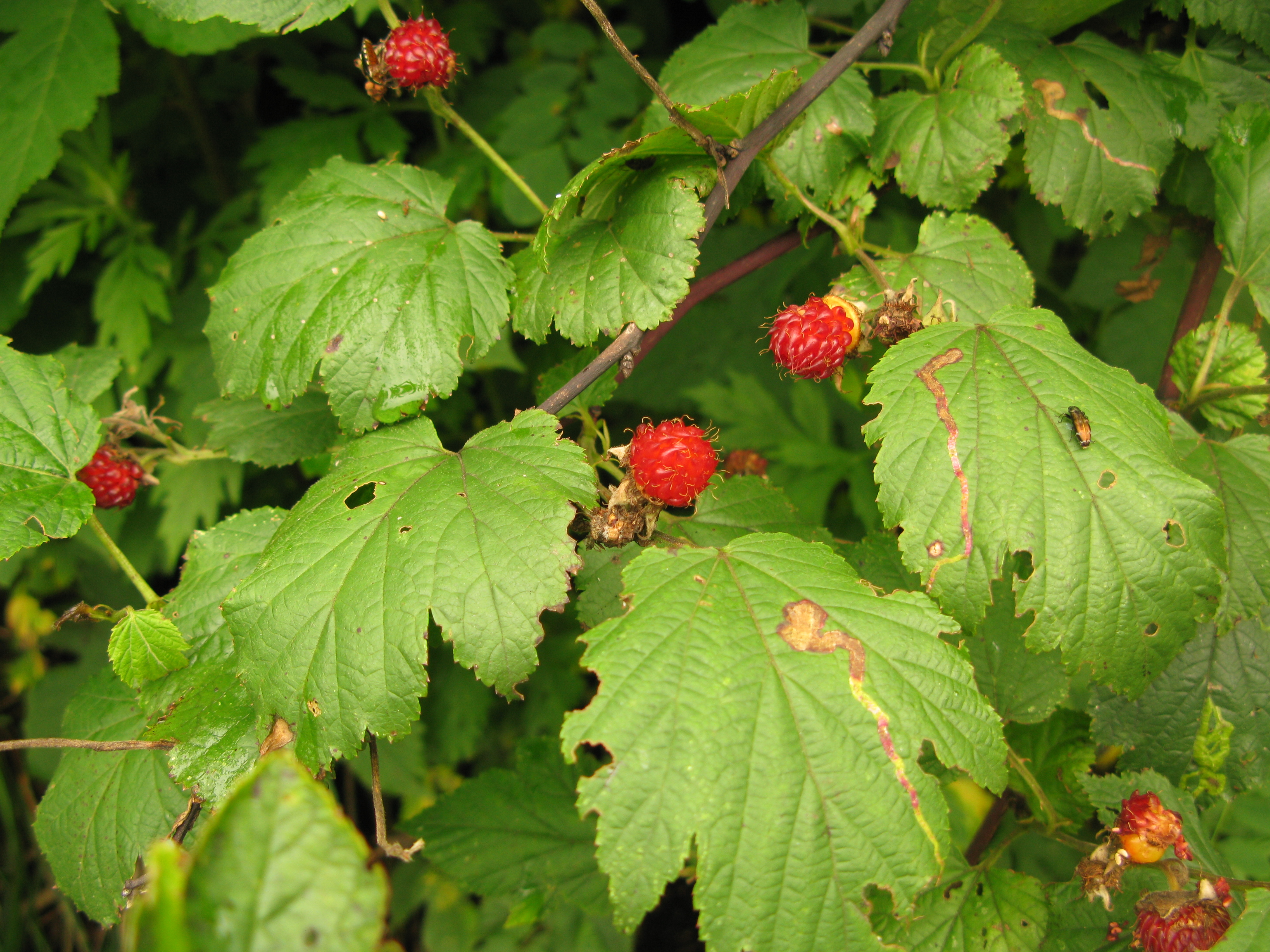
عوسج زعروري الأوراق فقوشيمة، اليبان

نباتٌ دغلي معمر شائك. ساقه فرعاء تعلو نحو متر. أوراقه زعرورية الشكل ثلاثية أو خماسية التفصيص المتباين. إزهراره عنقودي التجميع كثير الأزهار الودرية المشحة. ثماره برتقالية اللون مستحبة الطعم.